# Yli-Kantonen
Yli-Kantonen är en sjö i Finland. Den ligger i kommunen Suomussalmi i landskapet Kajanaland, i den centrala delen av landet, 600 km norr om huvudstaden Helsingfors. Yli-Kantonen ligger 254 meter över havet. Arean är 26,2 hektar och strandlinjen är 2,94 kilometer lång. Sjön  ingår i Uleälvens huvudavrinningsområde. 